# ジョー・ゾカナシンガ
- ジョー・コカナシガ

ジョー・ゾカナシンガ（Joe Cokanasiga、1997年11月15日 - ）は、プレミアシップバースに所属するラグビーユニオン選手。

## プロフィール
- フィジー・スバ出身。
- ポジションはウィング(WTB)。
- 身長 192cm、体重 112kg
- U20イングランド代表に選ばれたことがある[2]。
- イングランド代表キャップは9（2020年3月現在）でラグビーワールドカップ2019のイングランド代表に選ばれた[3]。

## 略歴
ロンドン・アイリッシュを経て、2018年、バースに加入。 